# Matías Aranzábal
Matías Arozena Aranzábal (San Sebastián, 8 aprile 1900 – 5 giugno 1963) è stato un calciatore spagnolo, di ruolo centrocampista.

## Carriera

### Club
Ha sempre giocato nel campionato spagnolo.

### Nazionale
A livello di Nazionale, ha collezionato 2 presenze.

## Palmarès

### Club

#### Competizioni nazionali
- Coppa di Spagna: 1

Real Unión: 1918